# Žirovnica (vattendrag)
Žirovnica är ett vattendrag i Kroatien.   Det ligger i länet Moslavina, i den centrala delen av landet, 90 km söder om huvudstaden Zagreb.